# ヴィクター・サンダース
ヴィクター・サンダース（Anthony Victor Saunders）は、イギリスの登山家。UIAGM（国際山岳ガイド連盟）認定の山岳ガイド、スキーインストラクターを務める。ガイド資格取得以降は先鋭的登攀よりも商業公募隊のガイド、隊長としての8000m峰登頂が多くなっている。

## 人物
ロンドンのAAスクールで建築家として学ぶ傍ら登山の経験を積み、1980年代から90年代にかけて数多くの困難な未踏峰、未踏壁をアルパインスタイルで攻略した。　1996年にUIGM資格を取得し専業ガイドとなる。2003年にはSNGM（フランス国家山岳ガイド）の資格を取得しシャモニーに拠点を移している。

## 著書
- Elusive Summits   Four expeditions in the Karakoram（1991年8月16日）　ISBN 978-0-3404-8557-6
- No Place to Fall（1994年6月16日）　ISBN  978-0-3405-7226-9
- Himalaya　Les tribulations de Mick et Vic.（2015年6月24日）　ISBN 978-2-3654-5018-8

## 主な山行・登頂歴
- 1978年 - アイガー北壁　冬季登頂
- 1980年 - ウズン・ブラック（6,422m）　東壁　初登
- 1984年 - ボイオハグール・ドゥアナシール（7,329m）　頂上直下で敗退。　パートナーはフィル・バトラー
- 1985年 - リモI峰（7385m）敗退。パートナーはスティーヴン・ベナブルズ。
- 1986年 - ウシュバ峰（4,710m）　西壁ダイレクトルート初登　パートナーはミック・ファウラー
- 1987年 - スパンティーク（7,027m）ゴールデンピラー（北西壁）初登。パートナーはミック・ファウラー
- 1988年 - ジチュ・ダケ（7,000m）　初登頂
- 1989年 - カンシュンツェ（マカルーII峰、7,659m）西壁ルート初登。パートナーはスティーブン・サスタッド
- 1991年
  - ウルタール・サールII峰（7,388m）　南東ピラー6500mで敗退。
  - ギルギンディール（5,296m）初登頂
- 1992年
  - ラジュランバ（6,537 m）　南東稜新ルート
  - パンチ・チュリV峰(6,437 m)　初登頂。　パートナーはディック・レンショー、スティーブン・サスタッド、スティーブン・ベナブルズ
- 1993年 - K2（8,611m）　レスキューの為8000mで撤退。
- 1997年 - チョ・オユー（8，201m）[1]
- 2000年 - コズ・サール（6,800m）初登頂
- 2001年 - ランタン・リルン（7,234 m）　冬季初登頂
- 2002年 - オンビガイチェン（6,340m）初登頂
- 2003年 - チャムセン（7,017m）初登頂
- 2005年
  - エベレスト（8,848m）　無酸素登頂[2]
  - ツァ・タン (5,995m) 　初登頂